# غاري تشارلز (كاتب)
غاري تشارلز (بالإنجليزية: Garry Charles)‏ هو كاتب بريطاني، ولد في 16 أغسطس 1973 في بيدفورد في المملكة المتحدة.

## وصلات خارجية
- غاري تشارلز على موقع IMDb (الإنجليزية)
- غاري تشارلز على موقع قاعدة بيانات الفيلم (الإنجليزية)